# 참여 민주주의
참여 민주주의(參與民主主義, 영어: participatory democracy)는 절대다수가 의사결정 과정에 자발적으로 참여하는 민주주의를 포괄적으로 설명하는 용어이다. 정치적 집단 내의 모든 구성원들에게 의사 결정 과정에서 의미있는 기여를 할 수 있는 기회를 만들려고 노력하며, 그런 기회에 접근하는 사람들의 범위를 확장하는 방법을 찾는다. 참여민주주의는 정치 체제의 방향과 운영에 있어서 유권자의 광범위한 참여를 강조한다. 민주주의의 어원적 뿌리(그리스어 데모스(demos)와 크라토스(kratos)의 합성어)는 국민이 권력을 가지고 있고 따라서 모든 민주주의는 참여적이라는 것을 의미한다. 그러나 참여민주주의는 전통적인 대의민주주의보다 더 많은 시민 참여와 더 큰 정치적 대표성을 옹호하는 경향이 있다. 참여민주주의는 모든 구성원이 의사 결정에 의미 있는 기여를 할 수 있는 기회를 만들기 위해 노력하고, 이러한 기회에 접근할 수 있는 사람들의 범위를 넓히려고 노력한다. 전반적인 의사결정 과정이 성공하려면 많은 정보를 수집해야 하기 때문에, 기술은 참여 모델에 필요한 권한의 유형 특히 공동체 서사를 가능하게 하고 지식의 배분에 해당하는 기술적 도구들로 이어지는 중요한 힘을 제공할 수 있다. 참여의 규모를 효과적으로 늘리고 작지만 효과적인 참여 집단을 작은 세계 네트워크로 변환하는 것은 현재 연구되고 있는 분야이다. 다른 옹호자들은 기술에 대한 지나친 의존이 해로울 수 있다고 경고하면서 직접 모여서 만나는 것이 중요하다고 강조해 왔다. 일부 학자들은 강력한 비정부적 공공 영역이 강력한 자유민주주의의 출현을 위한 전제 조건이라는 믿음을 바탕으로 시민사회 영역 내의 공동체 기반 활동에 관한 용어를 다시 사용하자고 주장한다. 이러한 학자들은 시민 사회의 영역과 공식적인 정치적 영역 사이의 분리의 가치를 강조하는 경향이 있다. 2011년, 참여민주주의에 대한 상당한 규모의 풀뿌리적 관심이 점령 운동(Occupy movement)을 통해 생겨났다. 대한민국에서 참여 민주주의는 참여정부가 주장한 이념이다.

## 같이 보기
- 간접 민주제
- 직접 민주제
- 권력 의지
- 풀뿌리 민주주의
- 전자민주주의
- 참여정부
- 국민참여당
- 개혁국민정당
- 참여연대